# 누번
누번(樓煩)은 산융 민족이다.

## 개요
춘추 시대에 중국 깊숙이입한 누번(樓煩), 만주 북부의 동호(東胡)등의 이름이 기록되어 있다. 전국시대 후기 융족들은 조(趙)나라에 합병되었다.
이후 산융(山戎)등의 융족들은 이미 역사의 기록에서 사라졌다.
흉노 조씨가 있다고 하는데 관련성은 알 수 없다.
누번족은 한나라 때 한족에 동화되었는데 일부는 반(潘)씨로 창성했다.

## 같이 보기
- 반 (성씨)
- 흉노
- 북적
- 구림씨